# Okhaldhunga (district)

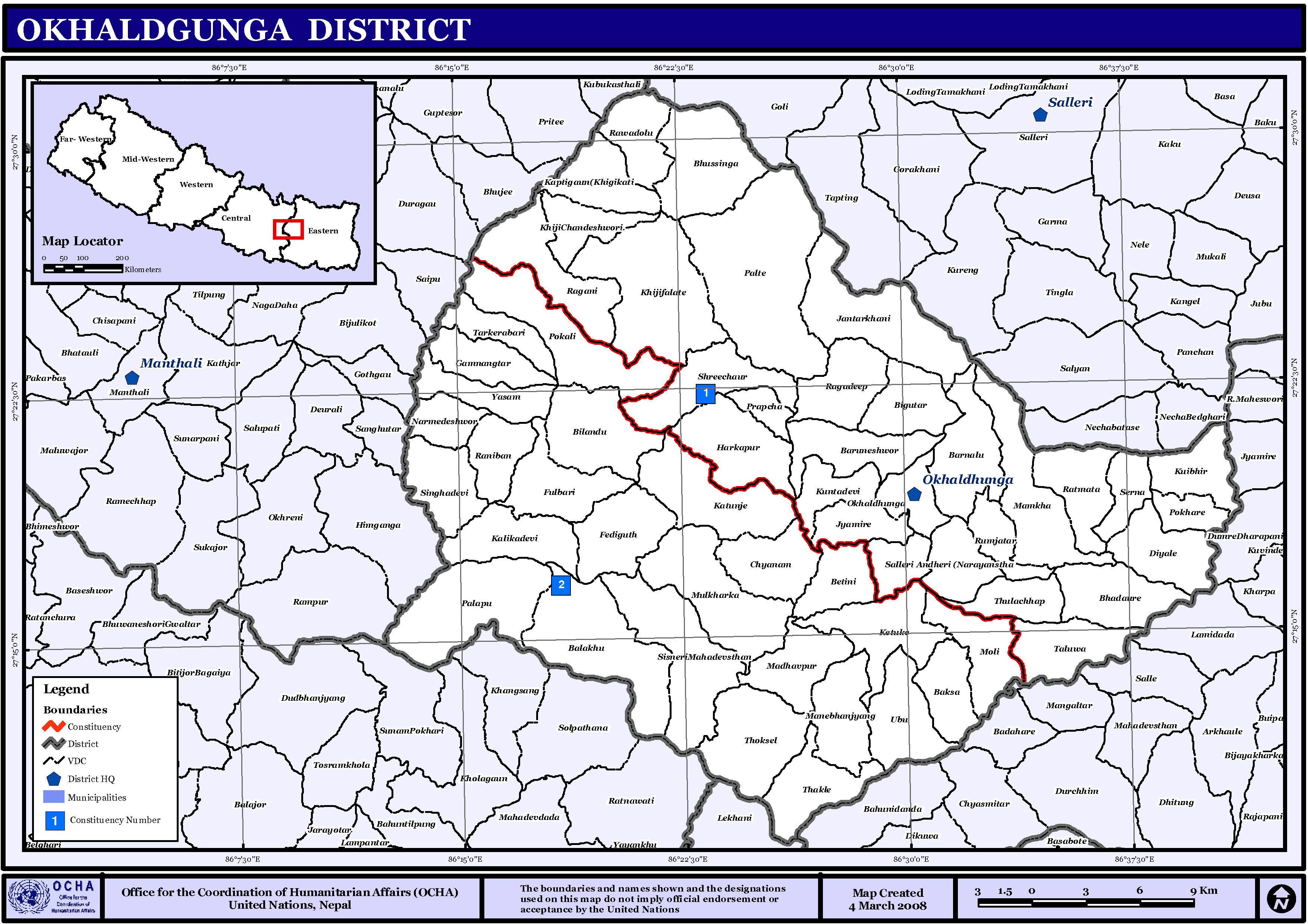
Kaart van Okhaldhungat

Okhaldhunga (Nepalees: ओखलढुंगा) is een van de 75 districten van Nepal. Het district is gelegen in de bestuurlijke zone Sagarmatha en de hoofdplaats is Okhaldhunga.

## Stedenendorpscommissies[2][3]
- Stad: Nepalees: nagarpalika of N.P.; Engels: municipality;
- Dorpscommissie: Nepalees: panchayat; Engels: village development committee of VDC.

- Steden (0): geen.
- Dorpscommissies (56): Andheri (Narayansthan) (of: Andheri Narayansthan), Baksha, Balakhu, Barnalu, Baruneshwor (of: Baruneshwar), Betini, Bhadaure, Bhussinga (of: Bhusinga), Bigutar, Bilandu, Chyanam, Diyale, Fediguth (of: Phediguth), Fulbari (of: Phulbari), Gamnangtar, Harkapur, Jantarkhani, Jyamire, Kalikadevi, Kaptigaun (Khigikati) (of: Khigikati), Katunje, Ketuke, Khiji Chandeswori (of: Khiji Chandeshwari), Khijifalate (of: Khiji Phalate), Kuibhir, Kuntadevee (of: Kuntadevi), Madhavpur, Mamkha, Manebhaynang (of: Manebhanjyang), Moli, Mulkharka, Narmedshwor (of: Narmedeshwor), Okhaldhunga, Palapu, Palte (of: Patle), Pokali (of:Pokli), Pokhare, Prapcha, Ragadeep (of: Rangadip), Ragani, Raniban, Ratmata, Rawadolu, Rumjatar, Salleri, Serna, Shreechaur (of: Shrichaur), Singhadevi (of: Simhadevi), Sisneri, Taluwa, Tarkerabari, Thakle, Thoksel (of: Toksel, of: Taksel), Thulachhap, Ubu, Yasam.

Achham · 
Arghakhanchi · 
Baglung · 
Baitadi · 
Bajhang · 
Bajura · 
Banke · 
Bara · 
Bardiya · 
Bhaktapur · 
Bhojpur · 
Chitwan · 
Dadeldhura · 
Dailekh · 
Dang · 
Darchula · 
Dhading · 
Dhankuta · 
Dhanusa · 
Dolkha · 
Dolpa · 
Doti · 
Gorkha · 
Gulmi · 
Humla · 
Ilam · 
Jajarkot · 
Jhapa · 
Jumla · 
Kailali · 
Kalikot · 
Kanchanpur · 
Kapilvastu · 
Kaski · 
Kathmandu · 
Kavrepalanchok · 
Khotang · 
Lalitpur · 
Lamjung · 
Mahottari · 
Makwanpur · 
Manang · 
Morang · 
Mugu · 
Mustang · 
Myagdi · 
Nawalparasi · 
Nuwakot · 
Okhaldhunga · 
Palpa · 
Panchthar · 
Parbat · 
Parsa · 
Pyuthan · 
Ramechhap · 
Rasuwa · 
Rautahat · 
Rolpa · 
Rukum · 
Rupandehi · 
Salyan · 
Sankhuwasabha · 
Saptari · 
Sarlahi · 
Sindhuli · 
Sindhulpalchok · 
Siraha · 
Solukhumbu · 
Sunsari · 
Surkhet · 
Syangja · 
Tanahu · 
Taplejung · 
Terhathum · 
Udayapur